# Борис, Василий Ярославович
Василий Ярославович Борис (укр. Василь Ярославович Борис; 1 ноября 1958, Подпечеры, Станиславская область — 17 января 2017, Севастополь) — советский футболист, украинский футбольный тренер, полузащитник. Известен по выступлениям за севастопольскую «Чайку», в составе которой сыграл более 300 матчей.

## Биография

### Карьера игрока
Воспитанник ДЮСШ г. Ивано-Франковска, тренер — Денис Петрович Зембицкий. Взрослую карьеру начал в команде «Локомотив» (Ивано-Франковск), выступавшей в любительских соревнованиях.
В 1977 году был призван в армию, служил в Южной группе войск (ЮГВ) на срочной и сверхсрочной службе. Выступал за команду ЮГВ на армейских соревнованиях, в 1978 году стал чемпионом Вооружённых Сил, в финале была обыграна смоленская «Искра». Также играл за команду в низших дивизионах чемпионата Венгрии, становился двукратным победителем соревнований.
Вернувшись в СССР, выступал в течение сезона за «Авангард» (Ровно), в 1981 году вместе с командой занял третье место в украинской зоне второй лиги.
С 1982 года в течение девяти сезонов играл за севастопольскую команду «Атлантика», позднее переименованную в «Чайку». Сыграл 309 матчей и забил 27 голов во второй советской лиге. Одновременно в 1987—1989 годах входил в тренерский штаб команды.

### Тренерская карьера
В 1990 году возглавил футбольную команду Спортивного клуба Черноморского флота (СКЧФ), в первом же сезоне клуб стал победителем чемпионата и Кубка Вооружённых Сил СССР. После распада Союза работал с севастопольскими командами, выступавшими в чемпионате Крыма или второй лиге Украины. В 1995 году привёл команду «Черноморец» к победе в чемпионате Крыма, также становился обладателем Кубка Крыма (1997).
В 2000 году работал селекционером симферопольской «Таврии». В дальнейшем тренировал любительские команды СК Черноморского флота, работал с командами инвалидов и глухонемых по мини-футболу.
С 2011 года до конца жизни занимал пост исполнительного директора Федерации футбола Севастополя.